# Conseil des Deux-Cents
 Conseil des Deux-Cents, literalmente Conselho dos 200, é uma forma de um  Grande Conselho que aparece depois do século XIV nas cidades da Confederação Helvética. Nessa altura, a burguesia  adquire cada vez mais poder sobre os senhores da cidade e da classe dirigente, a nobreza, o que obriga o poder a procurar apoio mais largo.
Para sancionar as decisões importantes, o Pequeno Conselho, que tratava dos assuntos correntes, foi alargado numa instituição que reunia de 60 à 200 burgueses, os dirigentes de corporações na maior parte dos casos. Ainsi se constitua le Grand Conseil (em alemão:  Grosser Rat) que representava a comunidade urbana, a Cidade,  face ao exterior e incarnava o poder supremo.
Reunia-se sempre em companhia do Petit Conseil, geralmente sobre convocação deste. Nas diferentes cidades o seu papel pouco variava e decidia d paz e da guerra, aprovava os tratados, nomeava certos magistrados, votava em matéria fiscal e monetária. Em contrapartida, há diferenças quanto à sua composição, o modo de eleição.
Nos diferentes cantões suíços, e com o "Petit Conseil" ele tinha 100 membros em Lucerna, 101 em Soleura, 86 em Schaffhausen 90 em São Galo, e 200 à 300 - donde nasce a designação de Conselho dos 200("Conseil des Deux-Cents") em Zurique, Berna, Friburgo (Suíça), Basileia e Genebra. A de Basileia viu-se forçada como "autoridade suprema".
Em Genebra, a assembleia dos burgueses mantem-se com o nome de Conseil général até à época moderna e é só em 1526 que é criado o Conseil des Deux-Cents para se aproximar das cidades da confederação. Por ouro lado, mesmo os cantões mais campesinos acabam por aderir a este sistema.